# Il tocco del diavolo (serie televisiva)
Il tocco del diavolo (The Evil Touch) è una serie televisiva australiana in 26 episodi trasmessi per la prima volta nel corso di una sola stagione dal 1973 al 1974.
È una serie televisiva di tipo antologico in cui ogni episodio rappresenta una storia a sé. Gli episodi sono storie di genere horror o thriller e vengono presentati da Anthony Quayle. Sono perlopiù racconti dell'occulto e del soprannaturale, storie di fantascienza o horror, e storie di omicidi tipiche dei thriller.

## Cast
Tra gli attori che hanno partecipato la serie: Leslie Nielsen, Vic Morrow, Darren McGavin, Julie Harris, Carol Lynley, Jack Thompson, Elaine Lee, John Morris, June Thody, Tony Bonner, Neva Carr Glyn, Janet Kingsbury, Mirren Lee, Reg Evans.

## Produzione
La serie fu prodotta da Amalgamated Pictures Australasia Productions e Olola Productions Australia e girata in Australia. Le musiche furono composte da Laurie Lewis. Caratteristica fondamentale nella serie è il cast internazionale, per lo più attori televisivi statunitensi. I ruoli di supporto furono assegnati ad attori della televisione australiana. Anche se la televisione australiana era ancora in bianco e nero nel 1973, per aiutare la commerciabilità internazionale la serie fu girata interamente a colori.

### Registi
Tra i registi della serie sono accreditati:
- Mende Brown in 16 episodi (1973-1974)

### Sceneggiatori
Tra gli sceneggiatori della serie sono accreditati:
- Michael Fisher in 7 episodi (1973-1974)
- Ethel Brez in 4 episodi (1973-1974)
- Mel Brez in 4 episodi (1973-1974)
- Ron McLean in 3 episodi (1973-1974)
- Robert Earll in 2 episodi (1973-1974)
- Sylvester Stallone in 1 episodio (1973) con lo pseudonimo di Q Moonblood

## Distribuzione
La serie fu trasmessa in Australia dal 19 giugno 1973 al 9 giugno 1974 sulla rete televisiva Nine Network. La serie è stata anche trasmessa dalla NBC negli Stati Uniti. In Australia è stato ripetuta in tarda serata per diverse volte fino alla metà degli anni 1980. In Italia è stata trasmessa su Telemontecarlo con il titolo Il tocco del diavolo.
In Italia esistono due VHS distribuite dalla Magnum 3B col titolo Il soffio del diavolo - Storie dell'impossibile e Il soffio del diavolo II - Storie dell'impossibile, del volume 2 è stata distribuita anche dalla AVO film, il volume 1 contiene gli episodi 1.The Lake, 26.Wings of Death e 12.Scared to Death, il volume 2 contiene gli episodi 10.Marci, 5.Happy New Year, Aunt Carrie e 7.Seeing Is Believing. 
Alcune delle uscite internazionali sono state:
- in Australia il 19 giugno 1973 (The Evil Touch)
- negli Stati Uniti il 16 settembre 1973
- in Italia (Il tocco del diavolo o Il soffio del diavolo per l'edizione VHS)

## Lista episodi[7]
1. The Lake (9/16/73)
2. Heart to Heart (9/23/73)
3. Dr. McDermitt's New Patients (9/30/73)
4. The Obituary (10/7/73)
5. Happy New Year, Aunt Carrie (10/14/73)
6. A Game of Hearts (10/21/73)
7. Seeing Is Believing (10/28/73)
8. The Upper Hand (11/4/73)
9. Murder Is for the Birds (11/11/73)
10. Marci (11/18/73)
11. George (11/25/73)
12. Scared to Death (12/2/73)
13. The Homecoming (12/9/73)
14. Dear Beloved Monster (12/16/73)
15. Campaign '20 (1/13/74)
16. Faulkner's Choice (1/20/74)
17. Dear Cora, I'm Going to Kill You (1/27/74)
18. The Trial (2/3/74)
19. The Fans (2/10/74)
20. Kaidaitcha Country (2/24/74)
21. Gornak's Prism (3/3/74)
22. The Voyage (3/10/74)
23. Death by Dreaming (3/24/74)
24. Never Fool With a Gypsy Icon (3/31/74)
25. They (6/2/74)
26. Wings of Death (6/9/74)